# Лайта
Лайта (на немски: Leitha; на унгарски: Lajta; на чешки и на словашки: Litava) е река в Централна Европа с обща дължина около 180 km. Тя се образува в Източна Австрия при сливане на двете течения (Шварца и Питен). До 1921 г. Лайта е част от австрийско-унгарската граница.
Около Никелсдорф реката преминава в модерна Унгария, където става приток на Дунав в близост до Староград (унгарски: Mosonmagyaróvár).
Няколко канала се разклоняват от Лайта и нейните притоци. В каналите в миналото се е развивала текстилна промишленост, а сега има малки водни електроцентрали.

## Историческо значение
Историческите наименования Цислейтания и Транслейтания идват от река Лайта. След договора от 1867 година между Кралство Австрия и Кралство Унгария, с който се създава дуалистичната монархия Австро-Унгария, Транслейтания  („отвъд Лайта“) е разговорна дума за региона отвъд Лайта (което означава Унгария), докато „Цислейтания“ („от тази страна на Лайта“) бил районът около Виена (което означава Австрия). По същия начин, това е и име за Кралство Унгария.
Тези имена отразяват австрийската перспектива по отношение на Австро-Унгария, защото центърът на Виена лежи на тази страна на реката, а от другата страна е Унгария. Също така, Галиция и Буковина, които се смятат за част от Цислейтания, лежат на изток, по-близо до Унгария. Също така, река Морава оформя границата между Моравия и Унгария (тази област е сега в Словакия).